# Kaiho Yusho
En aquest nom japonès, el cognom és Kaihō.
Kaiho Yusho (Kaihō Yūshō), nom artístic de Kaihō Shōeki, va ser un pintor japonès del període Azuchi-Momoyama. Va néixer el 1533 a la Província d'Ōmi i va morir el 1615 a Kyoto. Als quaranta anys, Yusho es va dedicar a la pintura i es va convertir en un alumne de l'Escola Kano, ja sigui sota el famós Kano Motonobu o el seu net Kano Eitoku.

## L'Edat d'Or de la pintura mural
Després de la guerra civil que havia esclatat al primer any de l'Era Ōei (1467), i que va arrasar durant onze anys la capital de Kyoto, l'hegemonia política del clan Shogunat Ashikaga, ja sacsejada per disturbis socials i econòmics, va començar a declinar. Els tres primers quarts del segle xvi es caracteritzen per repetits períodes de guerres civils entre els cabdills locals, encara que les Ashikaga van conservar sempre el títol de Shōgun, encara que de manera cada vegada més nominal. Fill d'un senyor de la província d'Ōmi, Yusho, va entrar des de molt jove com novici al monestir Zen de Tōfuku-ji, a Kyoto, escapant així a la sort de tota la seva família, exterminada durant l'atac del Shōgun Oda Nobunaga el 1573.

## Biografia
Davant la vocació artística del seu jove novici, el superior del monestir ho va enviar a aprendre pintura en el taller de Kanō Motonobu, el qual va apreciar el seu talent. Yusho perpetua, en el domini pictòric, la glòria que els seus ancestres havien adquirit per les armes, però no cessa, no obstant això, de barrejar-se amb els militars i els grans frares Zen. El seu estil, original i independent de l'Escola Kanō, com l'estil de Hasegawa Tohaku, ve a enriquir la pintura del període Azuchi-Momoyama. En efecte, va continuar amb el seu estudi de la pintura Sumi-e o Suibokuga més enllà de l'art Kanō, remuntant fins a les fonts dels mestres xinesos de la Dinastia Song, i en particular Liang Kai

### La temptació del decoratiu
La decoració interior del principal edifici del Kennin-ji, un altre monestir Zen de Kyoto, muntada avui en cinquanta grans rotllos verticals, il·lustra el seu art del paisatge en estil cursiu i simplificat, on els personatges a la manera xinesa, el drac, els núvols, els arbres en flor i els ocells estan tractats en tocs de tintes variades diluïdes amb diversos matisos i els tons degradats els quals basten per representar, sense cap contorn, els arbres, els penyals, les flors i els ocells en el seu volum i en el seu moviment.
Hi ha a més una altra manera molt característica de representar els personatges amb grans línies simplificades, mentre que les seves pinzellades agudes i elegants semblen néixer d'un únic toc de pinzell. Aquestes característiques, particularment destacables en les seves composicions monocromàtiques, també es troben en les seves obres polícromas, com testifiquen els tres parells de paravents conservats al temple Myōshin-ji de Kyoto, on l'aspecte decoratiu està realçat per elements de sumi-e.

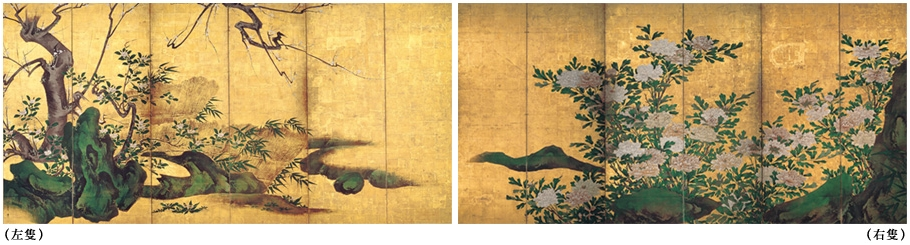
Paravent amb decoració floral del pintor japonès Kaiho Tusho.

### El seu estil precursor
Els obres citades més amunt són considerades com a pertanyents al seu període de maduresa, entre 1595 i 1600, a la qual arriba bastant tard, probablement a l'edat de seixanta anys. Les boniques signatures que té el costum de fixar sobre cada obra, costum que no estava encara generalitzada entre els pintors del seu temps, denota la seva confiança en el seu valor artístic. L'efecte molt original d'aquests paravents justifica plenament el seu renom: el pintor aconsegueix introduir en la composició policroma i decorativa els elements de sumi-e, sobretot quan posa en escena a personatges xinesos històrics o llegendaris.
Els penyals i els troncs d'arbres estan dibuixats únicament per tocs de tinta matisada sobre el fons blanc del paper, mentre que els colors brillants reservats a les vestidures o a les arboledes estan realçats per l'or dels núvols i del sòl. El matís decoratiu està més accentuat en el tercer parell de paravents, consagrats l'un a les flors de peonies i l'altra a les flors de prunera i a les camelies. Sobre un fons d'or que evoca l'aire brillant del començament de l'estiu, les peonies, símbol de luxe i de noblesa, s'obren suntuosament entre l'espessor.
Alguns cingles, acolorits en verd i marcats per tocs de tinta, creen un feliç equilibri. Fora de les tintes variades i delicades de les flors -blanc, rosa, taronja i verda molt clar-, la pigmentació és més aviat simple i conforme al temperament apassionat i essencial de l'artista. El que dona vida a aquesta composició és, abans de res, un dinamisme lleuger i agradable: sota el bufo del vent de maig que s'aixeca sobtadament, totes les branques carregades de flors s'agiten en un moviment compassat i formen un vast cercle. Menys fastuós que l'estil de Kano Eitoku i tal vegada menys potent que el de Tōhaku, l'art de Tusho demostra una serenitat i una elegància grandiosa.

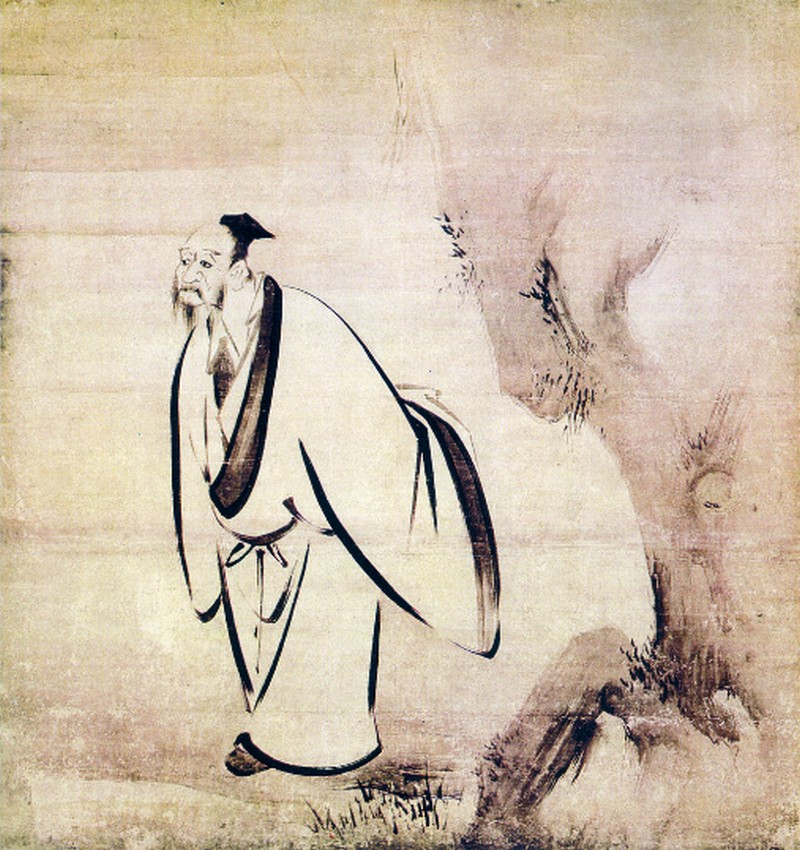
Un dels set savis, pel pintor Kaiho Tusho.

## Museus
- Kyoto (Museu Nacional):
  - Plantes en flor.
  - Els vuit amics del vi, datats el 1602, tinta sobre paper, dos paravents de sis fulles, (Registre de Béns Culturals Importants).
  - Pins, bambús i pruneres, colors sobre paper, (Registre de Béns Culturals Importants).
  - Dotze portes corredisses.
- Kyoto (Myōshin-ji):
  - Peonias, detall d'un paravent, ca. 1595-1600, or i colors sobre paper, dimensions del conjunt: 177,7 x 360,9.
- Kyoto (Kennin-ji):
  - Un dels Set Savis,[n. 1] tinta sobre paper, panell superior:158 cm.
  - Ocells sobre una branca de pi,[n. 2] tinta sobre paper, -cada porta corredissa: 117x173-.